# 14-я флотилия кригсмарине
14-я флотилия подводных лодок кригсмарине — подразделение военно-морского флота нацистской Германии.

## История
Четырнадцатая флотилия подводных лодок кригсмарине была создана из лодок 13-й флотилии, базировавшихся в Нарвике в декабре 1944 года в ходе реорганизации 13-й флотилии, вызванной перебазированием немецких подводных лодок из Франции в Норвегию. Бессменным командиром флотилии стал корветтен-капитан Гельмут Мёльманн. Восемь лодок флотилии совершили 56 плаваний и достигли сравнительно небольших результатов, однако ни одна из лодок флотилии не была потеряна.
После расформирования флотилии в мае 1945 года семь из восьми лодок были переведены в Шотландию и потоплены в ходе операции «Дэдлайт». Восьмая лодка, U-995, осталась в Норвегии, в 1948 году была включена в состав ВМС Норвегии под именем «Каура», в 1965 году была отдана в Германию и с тех пор является музейным экспонатом в Лабое, недалеко от Киля.

## Состав
В состав 14-й флотилии входили 8 субмарин:
| Тип     | Количество | Представители                            |
| ------- | ---------- | ---------------------------------------- |
| VIIC    | 2          | U-427, U-716                             |
| VIIC/41 | 6          | U-294, U-295, U-299, U-318, U-995, U-997 |